# Magisano
Magisano est une commune italienne de la province de Catanzaro, dans la région Calabre.

## Administration
| Période                                  | Période | Identité         | Étiquette | Qualité |
| ---------------------------------------- | ------- | ---------------- | --------- | ------- |
|                                          |         | Antonio Lostumbo |           |         |
| Les données manquantes sont à compléter. |         |                  |           |         |

### Communes limitrophes
Albi, Sellia, Sersale, Zagarise.